# Речиця (смт)
Ре́чиця  (також Рі́чиця, біл. Рэчыца) — робітниче селище в Столинському районі Берестейської області за 6 км на північний захід від міста Столин і за 6 км від кордону з Україною. Поблизу селища протікає річка Горинь, з вини якої кожної весни відбуваються повені та паводки. Населення понад 7000 мешканців. Є 2 школи, залізничний вокзал, митниця, церква, кінотеатр. Планується злиття селища зі Столином.

## Географія
Розташована на залізничній лінії Рівне — Лунинець.

## Історія
У часи входження до складу Російської імперії було селом Столинської волості Пинського повіту Гродненської губернії. Населення тоді займалося рибальством, плисарством та рільництвом. У минулому в селі діяв фільварок поміщиків Виріонів, який охоплював 213 волоків землі.
1 березня 1944 поблизу села відбувся бій куреня УПА «ім. Колодзінського» Воєнної Округи «Заграва» проти батальйону НКВС. Повстанці вийшли переможцями в цьому бою.

## Населення
Наприкінці XIX століття в селі налічувалося 26 повнонадільних дворів.